# Outrigger Pandanas
Outrigger Pandanas es el segundo edificio más alto de Darwin. Se encuentra en 43 Knuckey Street, en el lado este del distrito de negocios central Darwin. Se construyó desde 2006 hasta 2007 con Pandanas Office Suite siendo completado en 2009, su techo es de 91 metros sobre el suelo. Se compone de 29 niveles de uso mixto para residencias y comercios.
El edificio está actualmente administrado por Saville Hotel Group que maneja más de 150 estaciones de esquí, hoteles y apartamentos a lo largo de Australia y Nueva Zelanda. 